# Lepidoscia comochora
Lepidoscia comochora är en fjärilsart som beskrevs av Edward Meyrick 1893. Lepidoscia comochora ingår i släktet Lepidoscia och familjen säckspinnare. Inga underarter finns listade i Catalogue of Life.